# Дубрава (Дечани)
Дубрава (алб. Dubravë) је насељено место у општини Дечани, на Косову и Метохији. Према попису становништва из 2011. у насељу је живело 278 становника.

## Становништво
Према попису из 2011. године, Дубрава има следећи етнички састав становништва:
| Националност | 2011.         |
| Албанци      | 278 (100,00%) |
| Укупно       | 278           |

| Демографија | Демографија | Демографија |
| Година      | Становника  | Становника  |
| ----------- | ----------- | ----------- |
| 1948.       | 172         |             |
| 1953.       | 190         |             |
| 1961.       | 194         |             |
| 1971.       | 245         |             |
| 1981.       | 284         |             |
| 1991.       | 383         |             |
| 2011.       | 278         |             |